# びわ湖くん
びわ湖くん（びわこくん、1989年4月17日 - ）は、音楽家、音楽プロデューサー、お笑いタレント、バーチャルYouTuber、YouTuber。滋賀県公式の非公認ゆるキャラ。株式会社クリエイティブブルーム所属。

## 概説
「びわ湖くん」は、「中の人」である滋賀県出身のバンドマンが、「お金儲けをしたいなら、何かキャラクターを作る必要がある」と知人にアドバイスされ、そこでラーメン屋のアンケート用紙に描いたことで誕生した。
そこから、Twitter上で「びわ湖くん」が登場する4コマ漫画を投稿し、ノリで段ボールに水色の布を貼り、一晩で等身化させた。「びわ湖くん」にした理由は琵琶湖をモデルにした「ゆるキャラ」がいなかったため。
声は単独出演の動画やコラボ動画でも素の声ではなく高音で話し、地声が出る時もある。後述の食関連の動画では編集時に声を入れ、コラボ動画では基本その場で話す。目の部分は飾りであり、口の部分から見ている。「びわ湖くん」の口の部分はメッシュになっているため、そこから飲み物を飲むことが可能。固形物を口にいれる際は、自身の素顔が見えないように口元だけを出して食事を取っている。
「びわ湖くん」の青い段ボールを被るスタイルにした理由は、ライブイベントで素顔のまま、缶バッジを配ることが嫌だったため。
「琵琶湖の妖精」と勘違いされることがあるが、他のゆるキャラと違い、特に設定を決めているわけではない。
「母親は日本海」という設定を急遽決めたことがある。ただし、その設定が活かされることはなかった。
びわ湖くん関連のグッズを販売しており、びわ湖くんが参加するライブイベントなどで、直接販売している。郵送での販売もしており、自身で郵送手続きを行っている関係上、発送手続きに一ヶ月以上かかることがあるため、不定期でXにてマックシェイクを報酬にして、発送の手伝いを募集することがある。

## 来歴
「びわ湖くん」の活動前は地元の短大（保育科）を卒業後、学童保育所や保育園で保育士の仕事をしていた。そのほかに少しの期間だが、保育士を続けつつ夜は京都でキャバクラでボーイをしていたりホストをしたこともある。保育士を退職した後は、現在の会社で営業職をしている。
なお、学生時代か社会人になってからかの時期は不明だがファミリーマート皇子が丘公園前店で働いていたり、引越しのアルバイトをしていたことがある。
2019年7月にファーストシングル「滋賀県民の歌。」のMVをYouTubeで公開。
2020年6月に滋賀県より「公式に非公認」と認められた。
ゆるキャラグランプリでは2019年に312位。ファイナルである2020年に243位。

## 家族
母親と祖母と３人で滋賀県の実家に住んでいる。
父親については配信などでいないと発言したり、
中学時代に父親が借金を作ったことから、母子で夜逃げ同然なことをしたと発言している。
祖母の部屋は度々びわ湖くんグッズ在庫が占有している。母親の作る卵焼きが好物。
母親には「恥ずかしい」と言う理由でびわ湖くんの活動について、話していない。 家の車や母親の車として、スズキ・アルトラパンがある。

## 人物
- 元々バンドマンで売れたかったこともあり、音楽制作ができる「ゆるキャラ」の地位を確立して、ヒャダインのようにテレビ番組に出ながら、音楽関連の仕事をすることや日本武道館でライブをすることを目標にしている[4]。
- 今現在は営業の仕事をしながら休日をメインにYouTuberの活動や滋賀県や大阪府などの地方のイベントで自身の物販を販売している。営業の仕事を辞めない理由はYouTuberだけでは収入が安定しないため。
- エステサロンを経営していたが短期間で終わり、650~900万円の借金だけが残ったため、「経営の勉強をすべきだった」とYoutubeのライブ配信で語った[9]。
- 結婚相手に求める条件は、たくさんお金を持っていて、継続的に高収入の女性。一例として、芦田愛菜の名前を出している。
- 自ら「素顔は真剣佑、大倉忠義、山崎賢人似のイケメン」と公言。実際に共演者や対面したファンから「イケメン」「かなりの常識人」などと絶賛されるが、XにてAV女優やグラビアアイドルなどのアカウントを度々、フォローすることがある。また、後述の行動から３枚目キャラのような雑な扱いを受けることが多い。
- 普通自動二輪免許を所持している。

### YouTuberとしての活動
- YouTuberとしては、作成した「びわ湖くん」の青い段ボールを被って、ロケをしている。好みの女性と一緒になると、口説くことがあるが、失敗するのがお決まりのパターンとなっている。
- 基本的に誰かに食事を奢らせることが多く、「人のカネで食う飯は美味いなぁ」が決め台詞と化している。ただし、好みの女性を口説く時には、食事を奢ることが多い。
- 青い段ボールを被るスタイルのほかに、自身が作成したびわ湖くんのパペット人形と黒子を装着して、ロケをすることもある。パペット人形時に黒子未装着の場合は自身の素顔が映らないようなカメラワークにしている。
- 現場まで「びわ湖くん」の青い段ボールの持ち運びが困難だったり、青い段ボールを被った際のロケの移動などに支障をきたす場合は、これらのスタイルを取っている。
- 稀に自身で作成した「びわ湖くん」のお面をつけて、動画撮影をする時もある。
- 不定期でM-1グランプリ、R-1グランプリにびわ湖くんのキャラクターを封印して、素顔で出場しており、Xにて条件付きで相方を募集している[10]。2024年のM-1グランプリは一回戦で敗退したことを自身のYoutubeチャンネルのライブ配信で語った[11]。

### バーチャルYouTuberとしての活動
- バーチャルYouTuberとしては、ネットで話題になっている店を訪れており、実際に料理を食べて、採点する動画を投稿している[12]。
- 2024年以降から、ネットにおける口コミ評価が低い飲食店などを訪れることがメインになったためか、一部の店を除いて、店名が伏せられるようになり、冒頭で実際にネットに掲載されている書き込みの紹介から始まる形式になった。
- 素顔で一人で飲食店などを訪れ、撮影時は顔の下半分だけを映して、顔全面が映らないようにしている。
- バーチャルYouTuber時の「びわ湖くん」はココナラで見つけた絵師に2万円を支払って、作成されたもの。
- 独特かつ奇抜で一般の人には参考にならない食べ物などに関する節約術が公開されているショート動画「安く食べられる理由」シリーズがYoutubeとTikTokで人気を博し、YouTubeの登録者数を多く増やす要因に繋がった。
- ショート動画において、クレヨンしんちゃんの野原しんのすけの言動を彷彿とさせるギャグ要素が強めの内容が多くある一方で、「一度、口に入れた食べ物を出す」「出された料理を自ら少し食べて、量を減らしたものを高齢者に売りつけようとする」など、あえて品性に欠ける内容も投稿している。

### 音楽活動
- 自身の曲のMV作成や曲のリリース、コンサート全般に関わっているなど音楽プロデューサーの側面も持つ。
- MV撮影時は自身でカメラを回しており、MVに青い段ボールを被った時のびわ湖くんが登場する際は基本的に「びわ湖くん」の青い段ボールは第三者が被っている。
- ミュージックビデオの制作費はクラウドファンディングをして募るも、それでも赤字になり、活動費は、営業の仕事のボーナスでまかなっている[2]。
- バンドマンをやっている経験から曲の作詞、作曲をすることも出来、自身の曲の作詞、作曲をするほかに地下アイドルなどに楽曲提供をしている。相手側（主に地下アイドルの運営）の楽曲料の未払いでトラブルになったことがある[13]。
- びわ湖くんの声でライブイベントやYouTubeのライブ配信などで歌うことがある。ただし、YOASOBIのアイドルなどの他のアーティストの曲だけでなく、自身の曲でさえも、うろ覚えで歌ったり、曲によっては下ネタなどを交えて替え歌で歌うことが多く、素の声で歌ったり、真面目に歌う機会は稀である[14]。

## ディスコグラフィ

### シングル
| #  | タイトル           | 作詞・作曲 | 編曲 |
| -- | ------------------ | ---------- | ---- |
| 1. | 「滋賀県民の歌。」 | びわ湖くん |      |

| #  | タイトル     | 作詞・作曲 | 編曲 |
| -- | ------------ | ---------- | ---- |
| 1. | 「しがすき」 | びわ湖くん |      |

| #  | タイトル             | 作詞・作曲 | 編曲                   |
| -- | -------------------- | ---------- | ---------------------- |
| 1. | 「滋賀県民の歌。2」  | びわ湖くん | 横山直弘（感覚ピエロ） |
| 2. | 「都会っ子田舎っ子」 | びわ湖くん | 横山直弘（感覚ピエロ） |

| #  | タイトル             | 作詞・作曲 | 編曲       |
| -- | -------------------- | ---------- | ---------- |
| 1. | 「おっぱい」         | びわ湖くん | びわ湖くん |
| 2. | 「花火が終わる季節」 | びわ湖くん | びわ湖くん |

| #  | タイトル       | 作詞・作曲 | 編曲                   |
| -- | -------------- | ---------- | ---------------------- |
| 1. | 「お手を拝借」 | びわ湖くん | 横山直弘（感覚ピエロ） |
| 2. | 「ソロP会計」  | びわ湖くん | びわ湖くん             |

| #  | タイトル                                   | 作詞・作曲 | 編曲       |
| -- | ------------------------------------------ | ---------- | ---------- |
| 1. | 「METAVESE」(びわ湖くん×ピーナッツくん)    | びわ湖くん | びわ湖くん |
| 2. | 「地獄で愛してね」(びわ湖くん×魔法少女826) | びわ湖くん | びわ湖くん |

| #  | タイトル                                    | 作詞・作曲 | 編曲       |
| -- | ------------------------------------------- | ---------- | ---------- |
| 1. | 「滋賀のうた体操第一」(伊谷亜子×びわ湖くん) | 伊谷亜子   | びわ湖くん |
| 2. | 「海じゃなくてびわ湖」                      | 伊谷亜子   | びわ湖くん |

## MV
※YouTubeにアップロードされている楽曲を中心に取り上げる。
| MV公開日   | 曲名                                     | 制作者                                                                | ゲスト出演・スタッフ等 |                                                    |
| ---------- | ---------------------------------------- | --------------------------------------------------------------------- | --- | -------------------------------------------------- |
| 2018/04/26 | しがすき                                 | びわ湖君                                                              | Producer/かにえ保育園 Director / 立和誠也 / ello_purnell ロケ地協力/舞鶴フィルムコミッション /舞鶴赤れんがパーク |                                                    |
| 2019/07/01 | 滋賀県民の歌。                           | 作詞作曲：びわ湖くん                                                  | Vocal：美こ(Blume popo) / 0___onna Director：あっくん / el_rojiblanco ロケ地協力/びわ湖周辺とB-flat スペシャルサンキューな奴ら/クラウドファンディングに参加してくれたみんな |                                                    |
| 2019/12/15 | 都会っ子田舎っこ                         | 作詞作曲：びわ湖くん                                                  | RAP：Miya-z Vocal：Miya-z(memento森とかいっぱいやってる人) / miyaz_k Guitar：Enu(See Stadts) / teleko1603 Guitar：MON(フリーランス) / azuteto Bass：taiki(ichicabachica) / itu_ss Drum：piore(個人事業主) / pioredrums Keyboard：JNP(See Stadts) / junppp910 Sax：TAK(SKA FREAKS) / tak_freaks chorus：airlie / _airlie_ Sound Engineer：sakamoto / mshmasa Sound Engineer：teratyan(JIJI INC.) / hitoshi9227 Mixer：yokoyama naohiro(感覚ピエロ) Director：あっくん / el_rojiblanco 撮影協力者：hibiking hibikingの娘ちゃん ロケ地協力/田舎(滋賀)都会(大阪) |                                                    |
| 2019/12/25 | 滋賀県民の歌。2                          | 作詞作曲:びわ湖君                                                     | Vocal：須田亮太(ナードマグネット) / Guitar：Enu(See Stadts) / Guitar：MON(フリーランス) / Bass：taiki(ichicabachica) / Drum：piore(個人事業主) / Keyboard：JNP(See Stadts) / Sound Engineer：sakamoto / Mixer：yokoyama naohiro(感覚ピエロ) / Director：玉田しんせつ / Photographer：kinoora / 彼女役：しゐ / ロケ地協力/びわ湖周辺 |                                                    |
| 2020年     | 橋本環奈になりたい                       | 作曲作詞編曲映像編集：びわ湖くん                                      | Vocal：鹿子ちゃこ(密会と耳鳴り)/ 橋本環奈になりたい役：佐倉こうめちゃん/ びわ湖くんの中で踊ってくれた人：まつした（OKOJO）/ ダンサー：YuI/ | 備考橋本環奈に無許可                               |
| 2020年     | ワンオクロックになりたかった             | 作詞作曲：びわ湖くん                                                  | Vocal：airlie / Vocal：DJライブキッズあるあるの中の人/ Vocal：じろー(アイスクリームネバーグランド) / Guitar：Enu(See Stadts) / Guitar：MON(フリーランス)/ Bass：taiki(ichicabachica) / Drum：piore(個人事業主) / Keyboard：JNP(See Stadts)/ Sound Engineer：sakamoto / Mixer：teratyan(JIJI INC.)/ Director：アフガンRAY/ |                                                    |
| 2022年     | 地獄で愛してね♡                          | Music video of "ZIGOKU DE AISHITENE" 作曲作詞編曲映像編集：びわ湖くん | Vocal：魔法少女８２６/ スペシャルスポンサー おぼんね/ | 備考、投稿動画のエンディングテーマ ロケ地協力/滋賀 |
| 2024/4/25  | びわ湖くん×動あり 【お悩みメンズクラブ】 | 作曲作詞撮影映像編集：びわ湖くん/Vocal &rap：動ありX                  | actress：粘土MAN/Banko X prodanbo-ra-：ホッカイロレン pro driver： 大チャンネル arrangement：EnnU X Sound Engineer &Mixer :Sakamoto X / mshmasa 撮影協力 LIVEHOUSE CLUB B-FLAT NIGHT BAR RASE ダイヤモンドクラブ |                                                    |

## 出演

### テレビ番組

#### 2019年
- 天才てれびくんYOU（12月19日[15]）

### イベント

#### 2018年
- 夏福2018[16]（7月8日）

- ちょこフェス！2018 IN OSAKA[17]（10月21日）

#### 2019年
- 演芸日本-エンタメジャパン-[18]（1月27日）
- ちょこフェス！WHITE[19]（3月10日）
- 大田＆ICADA[20]（5月1日）
- ぷにぷに音楽祭2019[21]（5月5日）
- COMING KOBE19[22]（5月11日）出演のみ
- 夏福2019[23]（7月7日）
- ちょこロックフェス！[24]（9月29日）
- ヒミツノミヤコのバンドマンになりたい！ツアー[25]（10月22日）
- 【イケアツゲキアツ弾き語り忘年会2019】〜ストロー噛むなら僕のを噛んで。この2019年から放てよ無防備な自分自身を。今会いたいすぐ会いたい、2020年の瞳に映るのはいつでももぎたてベジタブル、やや乱れてYO!SAY!そうです君は蒼い弾丸〜[26]（12月29日）

#### 2020年
- 演芸日本-エンタメジャパン-2020新春[27]（1月18日）
- 夏福2020[28]（7月5日）
- 「ライブ行きたい」〜無料投げ銭配信ライブ編〜[29]（7月31日）
- SOUND SHOCK 2020[30]（8月25日）
- 『ハウルの響く音!!』〜2020年に笑え!!!!ど年末貫通サーキットフェス編〜[31]（12月12日）

#### 2021年
- 人類あのクロ化計画【Q】 〜まごころを、あの娘に〜[32]（3月26日）
- SUI ON音 SAI[33]（6月13日）
- TOKYO CALLING 2021[34]（9月18日）
- 虚無僧バー一日店長えみっくすコラボイベント(10月25日)
- 演芸日本-エンタメジャパン-[35]（11月27日）
- びわ湖くんワンマンライブin大阪城音楽堂[36]（12月4日）
- Pop Starring × Relations[37]（12月25日）

#### 2022年
- ゆるキャラ3マン[38]（1月19日）
- 南堀江knave szsy×knave presents THE DANCE#2[39]（4月20日）
- ブルーメの丘 25周年開園記念イベント[40]（4月24日）
- プランクスターズ 47都道府県全国ツアー「WE ARE THE GOLDEN NUTS」[41]（5月15日）O.A参加
- mm limit fes in 阿倍野Rocktown[42]（7月23日）
- OKOJOツアー in 阿倍野Rocktown[42]（7月29日）
- 機材車弁償ツアー in 渋谷Starlounge[42]（8月5日）
- ROCK A TONE FUKUOKA[42]（8月6日）
- SOUND SHOCK 2022[43]（8月25日）緊急参戦
- AWAJIN Fes 2022[44]（9月25日）
- SHAKI LA BOP! vol.4[45]（10月29日）
- ボロフェスタ2022[45][46]（11月3日）
- 天下一運動会2022[47]（11月26日）
- びわ湖くんワンマンライブinパナソニックスタジアム[48]（12月4日）入口のみ使用
- Peaceful IDOL fes.2022[49]（12月27日）

#### 2023年
- 大乱闘ワルノリライブ-EXTRA-[50]（1月9日）
- HAPPY FANJ PARTY⭐︎〜好き❤︎集めました。〜[51]（1月20日）
- アイドル失格『1周年記念ワンマンライブ』[52]（1月28日）
- きしょきしょスリーマン[53]（2月23日）
- 関西軽音連盟 Presents 卒業制作イベント「Wonderland!!」[54]（2月28日）
- 魔法少女になり隊 2023 TwoManTour[55]（3月31日）O.A参加
- 肉フェス[56]（5月3日）
- パピムズFES[57]（6月10日）
- ライブ行きたい2019 in 2023 〜あの頃のライブをもう一度〜[58]（7月19日）
- ナノボロ2023[59]（8月26日）
- PUKUPUKU MACHE[60]（10月14、15日）
- ボロフェスタ[61]（11月5日）
- 能登川えびす講 -みみみマルシェ・フリーライブ-[62]（12月2日）
- びわ湖くんワンマンライブinSANGASTADIUM byKYOCERA[63]（12月9日）
- DJライブキッズあるある中の人企画 「学生天国」[64]（12月17日）